# Osvojení

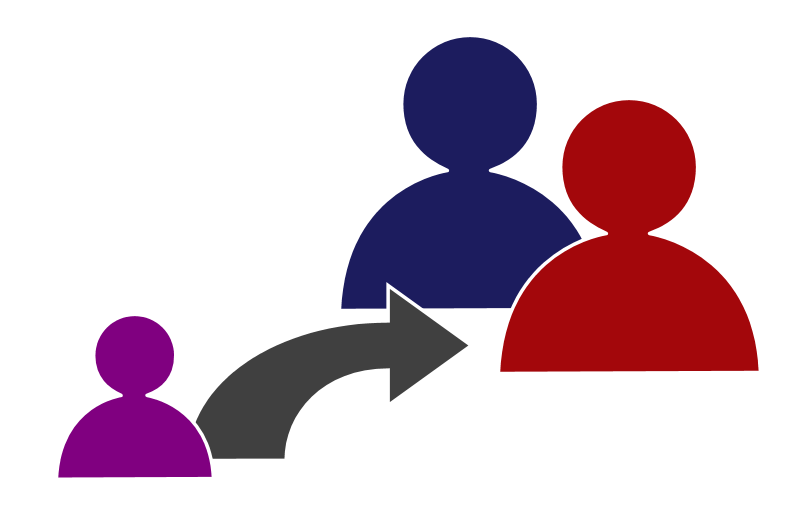
Osvojení neboli adopce dítěte

Osvojení nebo také adopce je jednou z forem náhradní rodinné péče, která si dává za cíl založit takový vztah mezi osvojitelem a osvojencem, jaký je přirozený mezi rodiči a dětmi. Usiluje o vytvoření opravdového, stabilního a harmonického domova pro osvojené dítě. Osvojením lze také chápat přijetí cizí osoby za vlastní, což je vyjádření základního principu osvojení, kterým je nahrazení biologického rodičovství právním.
V českém právním řádu o osvojení rozhoduje soud na návrh osvojitele. Vždy se přihlíží k nejlepšímu zájmu dítěte. Osvojením vzniká příbuzenský vztah. Osvojitelé mají rodičovskou odpovědnost. Vzniká jim také povinnost informovat dítě o skutečnosti osvojení, jakmile to uznají za vhodné, nejpozději však do zahájení povinné školní docházky dítěte. Dítě osvojením získá nové příjmení. Pokud s novým příjmením nebude souhlasit, soud může rozhodnout, že osvojenec bude ke svému příjmení připojovat příjmení osvojitele. Na rozdíl od pěstounské péče u osvojení neexistují žádné speciální dávky.
Kromě osvojení dítěte upravuje český občanský zákoník také dva typy osvojení zletilého, a to osvojení zletilého, které je obdobou osvojení nezletilého, a osvojení, které není obdobou osvojení nezletilého. Dělicím kritériem je potom okamžik nabytí svéprávnosti. Oproti osvojení nezletilého je osvojení zletilého založeno primárně na vztahu osvojitele a osvojence, a osvojenci není poskytována zvýšená ochrana ze strany státu.

## Historie osvojení

### Antický Řím
Osvojení nebiologických dětí má poměrně dlouhou historii. Nejstarší doložené právní tradice osvojení pocházejí z antického Říma (instituty tutela a cura). Původně mohli adoptovat jen muži, v souladu s pojetím rodiny jako jednoty osob i majetku, v níž má dominantní postavení pater familias – otec/hlava rodiny. Moc otce nad (nejen osvojeným) dítětem zahrnovala i právo disponovat s jeho životem a smrtí. Později mohly adoptovat i ženy, avšak právní vztah vznikl jen mezi osvojencem a osvojitelem-ženou. Hlavním smyslem osvojení bylo zajistit pokračování rodiny (odkaz rodiny v antickém Římě a Řecku byl děděn vždy v mužské linii a jejím vymřením zanikla rodina jako celek a zemřelí členové rodiny tím byli odsouzeni k utrpení v posmrtném životě, protože nezbyl nikdo, kdo by jim nosil oběti) a např. převod majetkových a jiných práv na osvojitele či zánik osvojencových závazků. Byl vyžadován věkový rozdíl nejméně 18 let, bylo však možno adoptovat i dospělého člověka. Původně se osvojení na nezletilé osoby vůbec nevztahovalo. Dítě bylo možno adoptovat do pozice syna, ale též vnuka, a to jako syna vlastního syna, anebo také jako vlastního vnuka bez vztahu k synům.

### Středověká Evropa
Ve středověku ztratilo osvojení význam, a to v souvislosti s nízkou hodnotou lidského života, značnou chudobou a velkou porodností. Na významu osvojení získalo opět s nástupem novověku, humanismu a osvícenství. I tehdy bylo možno osvojit také plnoletou osobu a dokonce žijící v manželství. Většinou nevznikaly příbuzenské vztahy s příbuznými, jen rodičovský vztah mezi osvojitelem a osvojencem. Důvody vedoucí k osvojení byly většinou majetkové.

### Vývoj osvojení v českém právu
V Československu se od jeho vzniku řídilo osvojení zprvu rakouským rodinným a občanským právem. Šlo o výhradně soukromoprávní vztah, osvojitel musel být bezdětný a starší 40 let, osvojenec mohl být i zletilý, ale musel být alespoň o 18 let mladší. Osvojením vznikl právní vztah totožný se vztahem k dětem narozeným v manželství, zároveň však nezanikala práva osvojence k původní rodině. Od roku 1928 už byla smlouva schvalována soudem. Zrušit osvojení bylo možné stejnou cestou, tedy dohodou všech stran se schválením soudu. Osvojiteli nemohli být manželé s vlastními dětmi, osoby mladší 40 let ani ženy, které porodily dítě mimo manželství. Osvojit bylo možno i vlastní nemanželské dítě a též dokonce vdanou ženu (se souhlasem manžela). Osvojenec nabýval plných majetkových právních nároků, avšak osvojitel tyto nároky neměl, nevznikal ani příbuzenský vztah mezi osvojencem a příbuznými osvojitele. Nadále šlo především o zajištění přechodu majetku spíše než zajištění náhradní rodinné péče o nezletilé dítě.
Svoje majetkové zaměření ztratilo osvojení v Československu s novým zákonem o právu rodinném z roku 1949. Došlo ke zrovnoprávní pozice muže a ženy, k vyloučení zletilých osob z osvojení a také k definitivní proměně ze soukromoprávního na veřejnoprávní vztah (vznikal rozhodnutím soudu). Vznikl příbuzenský vztah s rodinou osvojitele a též vyživovací povinnost mezi příbuznými, naopak zanikla rodičovská moc původních rodičů ve prospěch osvojitele (zůstává ovšem jejich subsidiární vyživovací povinnost). Odstraněna byla podmínka věkové hranice osvojitele i věkového rozdílu vůči osvojenci. Osvojit mohli společně jen manželé. Osvojení bylo nadále zrušitelné, a to rozhodnutím soudu nebo dohodou ve formě soudního zápisu.
V roce 1958 bylo de facto zavedeno i osvojení nezrušitelné se zápisem do matriky, kde osvojitel nahradil původní rodiče. Zanikla tak i vyživovací povinnost původní rodiny. Také v některých případech nebyl nutný souhlas původních rodičů s osvojením (v případě jejich kvalifikovaného nezájmu o dítě nebo předběžného souhlasu s osvojením bez vztahu k určitým osvojitelům).
V roce 1963 byl přijat nový zákon o rodině, který byl účinný od 1. dubna 1964 do 31. prosince 2013. Nezrušitelně mohli osvojit jen manželé, a to nezletilé dítě starší jednoho roku. Nově vznikal vztah osvojence k příbuzným osvojitele i v případě zrušitelného osvojení. A nově byla zavedena též tříměsíční předadopční péče. Novelizací v roce 1982 byla zavedena pro výjimečné případy i možnost osvojení osamělou osobou. Novela z roku 1998 a zvláštní zákon založily postavení orgánu sociálně-právní ochrany dětí, který získal pravomoc rozhodovat o umístění dítěte z ústavní péče do péče budoucích osvojitelů. Novelou z roku 2006 pak byli do matriky zapisováni osvojitelé v případě zrušitelného i nezrušitelného osvojení (v praxi však nedocházelo k výmazu původních rodičů).
Od 1. ledna 2014 upravuje osvojení zákon č. 89/2012 Sb., občanský zákoník v § 794 až 854.

## Formy osvojení
1. Zrušitelné – soud osvojení zruší na návrh osvojence nebo osvojitele, pokud jsou k tomu dány důležité důvody. Zrušením osvojení zaniká poměr vzniklý osvojením i práva a povinnosti z něj vyplývající. Obnovuje se předchozí příbuzenský poměr.[6]
2. Nezrušitelné – pokud uplynou tři roky od rozhodnutí o osvojení, je osvojení nezrušitelné. To neplatí pokud je osvojení v rozporu se zákonem.[7]

### Opětovné osvojení osvojence
Osvojence lze opět osvojit pokud:
- bylo dřívější osvojení zrušeno,
- má být osvojenec osvojen pozdějším manželem poté, co předchozí manžel, který byl společným osvojitelem zemřel, nebo
- zemřel-li ten, kdo byl jediným osvojitelem, anebo ti, kdo byli společnými osvojiteli.

Nezrušitelné osvojení nebrání tomu, aby byl osvojenec opět osvojen.

## Souhlas k osvojení
Souhlas k osvojení je základní hmotněprávní podmínkou osvojitelnosti. Bez souhlasu zákonem vymezených osob není možné osvojení obecně realizovat.

### Souhlas dítěte s osvojením

#### Souhlas dítěte staršího 12 let
Pokud dosáhlo osvojované dítě alespoň dvanácti let, je třeba jeho osobního souhlasu, ledaže by byl postup požadující osobní souhlas osvojovaného v zásadním rozporu s jeho zájmy, nebo že není dítě schopno posoudit důsledky souhlasu. Než dojde k vyjádření osvojovaného dítěte, soud dítě řádně poučí o účelu, obsahu a veškerých důsledcích souhlasu s osvojením. Souhlas dítěte je volním projevem zvláštní povahy, takže i o něm platí, že dítě může svůj osobně daný souhlas odvolat až do chvíle, kdy soud o osvojení rozhodne. S hranicí věku 12 let je spojeno právo dítěte souhlasit s osvojením na jedné straně a na druhé straně vznik další hmotněprávní podmínky pro osvojení nezletilce.

#### Souhlas dítěte mladšího 12 let
Osobní souhlas osvojovaného dítěte mladšího 12 let není vyžadován. Pokud tedy dítě nedosáhlo alespoň dvanácti let, dá souhlas s osvojením jménem dítěte opatrovník. Opatrovníkem je zpravidla soudem jmenován orgán sociálně-právní ochrany dětí. Opatrovník dá souhlas k osvojením jedině tehdy, pokud po zjištění všech rozhodných skutečností dospěje k závěru, že osvojení je v souladu se zájmy dítěte. V případě, že během řízení o osvojení dosáhne dítě 12 let, je soud povinen zajistit jeho souhlas bez ohledu na to, zda předtím poskytl souhlas s osvojením opatrovník osvojovaného.

### Souhlas rodičů
K osvojení je třeba souhlasu rodičů osvojovaného dítěte. Dítě lze osvojit bez souhlasu rodičů pouze při splnění zákonem stanovených podmínek, kdy o této možnosti rozhoduje autoritativně soud. Souhlas dává rodič osobním prohlášením vůči soudu. Toto prohlášení musí splňovat obecné náležitosti právního jednání. Soud poučí rodiče o podstatě a důsledcích prohlášení souhlasu a o podstatě osvojení.

#### Souhlas nezletilého rodiče, který nenabyl plné svéprávnosti
K osvojení je třeba souhlasu nezletilého rodiče, který nenabyl plné svéprávnosti. Tento rodič může dát souhlas k osvojení jedině za podmínky, že soud shledá, že je schopen takové prohlášení sám učinit. Rodič, který nedosáhl věku 16 let, nemůže dát plně souhlas k osvojení. Stát připouští, aby mohl dát souhlas k osvojení rodič, který doposud nenabyl plné svéprávnosti, ale také tuto možnost omezuje. Hranice je stanovena na 16 let, souvisí s ochranou rodiče, který je sám v dětském věku, a který zasluhuje zvýšenou míru ochrany i proti svému případnému rozhodnutí předat své dítě do osvojení.

#### Souhlas rodiče, který byl omezen na svéprávnosti
Rodič, který byl omezen na svéprávnosti na základě rozhodnutí soudu, může ve věcech osvojení, včetně udělení souhlasu k osvojení, právně jednat pouze v rozsahu, ve kterém jeho svéprávnost omezena nabyla.

#### Kdy není souhlasu rodičů zapotřebí
Souhlas rodiče osvojovaného dítěte není třeba pokud:
- byl zbaven rodičovské odpovědnosti a zároveň práva dát souhlas k osvojení,
- není schopen projevit svou vůli nebo rozpoznat následky svého jednání nebo
- se zdržuje na neznámém místě a toto místo se ani při vynaložení potřebné pečlivosti nepodaří orgánům veřejné moci zjistit.

Pokud jsou tyto skutečnosti dány u obou rodičů, vyžaduje se k osvojení souhlas poručníka, popřípadě souhlas opatrovníka, kteří jsou k tomuto účelu jmenováni soudem.
K osvojení dále není třeba souhlasu rodiče, který zjevně nemá zájem o dítě. Nezájmem rodičů lze rozumět dvě skupiny případů. Předně případy, kdy rodiče neprojevují opravdový zájem, a přitom ne-osvojení by pro dítě znamenalo zřejmou újmu. Dále případy, kdy rodiče neprojevují o dítě vůbec žádný zájem, a takto trvale hrubě porušují své rodičovské povinnosti, a to až v míře ohrožující fyzické nebo psychické nebo morální zdraví dítěte. Ustanovení o nezájmu se neuplatní, pokud se zjistí, že se rodiče dostali do značné nouze nebo tísně, nikoliv však vlastním zaviněním a je možné očekávat, že se jejich situace vyřeší. O nezájmu lze uvažovat až ve chvíli, kdy se rodiče po dobu tří měsíců chovali způsobem, který lze označit za hrubé porušování rodičovských povinností.

### Souhlas manžela
Oproti předcházejícím souhlasům není tento souhlas detailně upraven, ovšem i tento souhlas manžela osvojitele je třeba považovat za hmotněprávní podmínku osvojení. Souhlas s osvojením je právem manžela osvojitele, který je realizován právním jednáním. Aby mohl souhlasit manžel osvojitele s osvojením, nesmí být jeho svéprávnost v tomto právu omezena.

### Souhlas osob, které jsou oprávněny dát souhlas za rodiče
Těmito osobami jsou myšleni především poručník a opatrovník, kteří jsou k tomuto účelu jmenováni soudem.

## Osvojitel a osvojenec

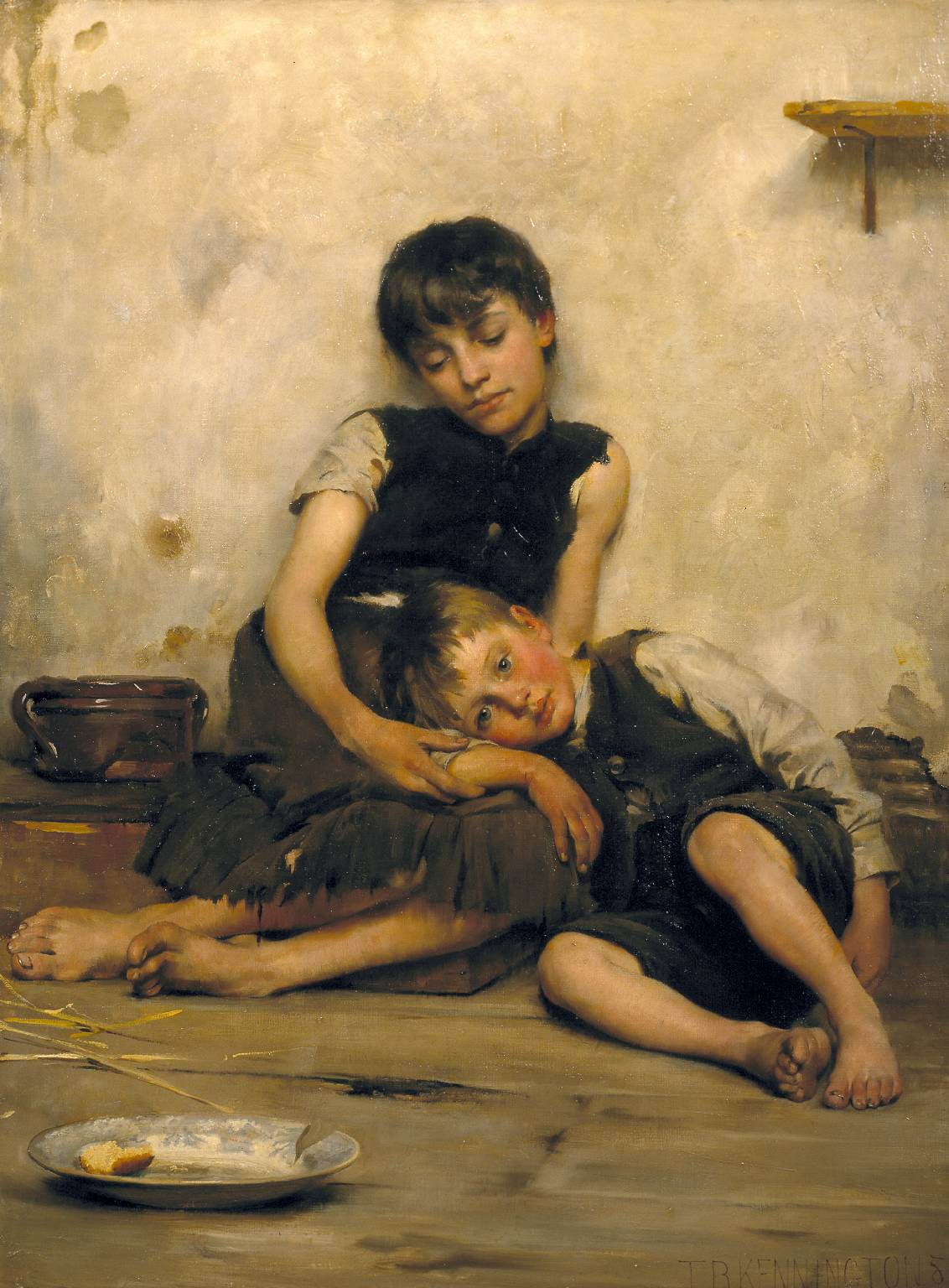
T. Kennington: Sirotci (1885)

### Osvojitel
Kdo se může stát osvojitelem:
- pouze zletilá svéprávná osoba,
- pouze osoba, u které jsou předpoklady, že bude dobrým rodičem,
- osoba trestně bezúhonná,
- osoba přiměřeného věkového rozdílu k dítěti (zpravidla ne menší než 16 let),
- osoba dobrého zdravotního stavu (zdravotní stav nesmí omezovat péči o osvojení dítě ve značné míře),
- manželský pár jako společný osvojitel nebo jeden z manželů.

Osvojení se vylučuje mezi sourozenci a příbuznými v přímé linii (kromě případů náhradního mateřství).

### Osvojenec
Zákon striktně vymezuje děti, které je možno osvojit. Chrání tak jejich práva, i práva jejich biologických rodičů. Dítě může být faktický sirotek (ztratilo oba rodiče), anebo sociální sirotek (rodiče dali souhlas k adopci, jeví právně relevantní nezájem nebo byli soudem zbaveni rodičovské zodpovědnosti). Jde o tzv. právně volné dítě (osvojitelné dítě), což je zjednodušující pojem (právní vztah k biologickým rodičům totiž zaniká až právní mocí rozsudku o osvojení), který není v zákoně definován, běžně se však používá.
Skupiny dětí vhodných k osvojení:
1. děti nechtěné (díky antikoncepci a možnosti umělého přerušení těhotenství jde o relativně malou skupinu, většinou děti matek na nízké sociální a kulturní úrovni, prostitutek, osob s duševní chorobou či závislých na návykových látkách apod.),
2. děti, o které rodiče z různých důvodů nemohli nebo nechtěli pečovat (převažující skupina, v soudem nařízené ústavní péči, často děti zdravotně či sociálně handicapované) a
3. děti, jejichž biologická rodina se rozpadla a širší rodina nebyla schopna péči o ně zabezpečit (v minulosti převažující, dnes velmi malá skupina, o kterou je tradičně velký zájem; sirotci, děti rodičů dlouhodobě vězněných apod.).

Některé právně volné děti jsou osvojovány častěji než jiné. Jsou to zejména děti majoritní národnosti, odpovídajícího vzhledu, děti zdravé, nižšího věku. Dalším omezením jsou skupiny sourozenců, zejména když jsou mezi nimi vytvořeny silné citové vazby.

## Osvojení zletilého
Osvojení zletilého může proběhnout pouze v případě, kdy to není v rozporu s dobrými mravy. Občanský zákoník v § 847 až 849 rozlišuje dva druhy osvojení zletilého:
1. Osvojení zletilého, které je obdobné jako osvojení nezletilého; zde může jít o několik případů:
  - půjde sice o nezletilé dítě, ale jeho zároveň osvojovaný sourozenec už zletilosti dosáhl (dřívější zákon o rodině totiž osvojení více sourozenců, z nichž jeden už dosáhl 18 let, neumožňoval),
  - osvojenec bude nezletilý v době podání návrhu, ale ještě před rozhodnutím dosáhne zletilosti,
  - o zletilého osvojence pečoval osvojitel už v době, kdy byl ještě nezletilý, nebo
  - jeden z manželů si osvojí už zletilé dítě druhého z manželů.[22]
2. Osvojení zletilého, které není obdobou osvojení nezletilého: osvojenci a jeho případným potomkům nevzniká osvojením příbuzenský poměr vůči členům rodiny osvojitele, naopak nepozbývají práv ve vlastní rodině.

## Utajení osvojení
Na návrh osvojitele či osvojence mohou být některé okolnosti před původní rodinou dítěte utajeny. K odtajnění soud může přistoupit jen tehdy, pokud došlo k ohrožení zdraví dítěte a pokud dítě dosáhne zletilosti. Jakmile je dítě zletilé, má právo seznámit se s předchozím spisem, který pojednává o jeho osvojení.

## Péče před osvojením
Jde o dobu, kdy je osvojované dítě v péči budoucích osvojitelů (preadopční péče). Tato doba nastává po uplynutí tří měsíců ode dne, kdy byl dán souhlas k osvojení. O předání dítěte do péče před osvojením rozhoduje soud. Ještě než je dítě předáno budoucím osvojitelům, soud prošetří, zda je osvojitel pro dítě vhodný a naopak. Zejména je brán zřetel na:
- osobnost a zdravotní stav osvojitele, jeho sociální prostředí, schopnost osvojitele pečovat o dítě,
- osobnost a zdravotní stav dítěte, sociální prostředí, ze kterého dítě pochází,
- etnické, náboženské a kulturní prostředí dítěte a osvojitele a
- dobu, po kterou bylo dítě v péči osvojitele.

Než bude o osvojení definitivně rozhodnuto, je dítě v péči osvojitele na jeho náklady. Doba péče před osvojením trvá dostatečně dlouho (alespoň šest měsíců), aby se dospělo k přesvědčení, že se mezi dítětem a osvojitelem vytvořil takový vztah, který je smyslem osvojení.

## Osvojení stejnopohlavními páry
Poněkud kontroverzním tématem je osvojování dětí stejnopohlavními páry. Jako první stát v Evropě umožnilo párovou adopci Nizozemsko v roce 2001, následovaly mimo jiné Belgie, Británie, Španělsko či skandinávské země. Na Slovensku naopak v roce 2014 vznikla petice o vyhlášení referenda o ochraně rodiny a zákazu adopcí stejnopohlavními páry. V Irsku došlo 30. března 2015 k novele zákona umožňující stejnopohlavním párům osvojit dítě. Podle Gaystarnews zákon tvoří 170 částí, které upravují například asistovanou reprodukci, opatrovnictví nebo svěřeneckou péči. Pár usilující o osvojení dítěte musí splnit určité podmínky, například že partneři musí žít ve společné domácnosti minimálně tři roky.
V České republice bylo od uzákonění registrovaného partnerství v roce 2006 výslovně zapovězeno nejen párové, ale i individuální osvojení osobou žijící v partnerství, v červnu 2016 však Ústavní soud zrušil ustanovení § 13 odst. 2 zákona o registrovaném partnerství, které individuálnímu osvojení bránilo, neboť jej shledal rozporným s právem na lidskou důstojnost, s právem na soukromý život a se zákazem diskriminace. Během prvních dvou let po této změně požádalo o osvojení celkem 7 osob žijících v registrovaném partnerství: dvě v Moravskoslezském kraji, po jedné v Praze, Středočeském, Jihomoravském, Královéhradeckém a Ústeckém kraji. Většina žádostí byla schválena. První žadatel z registrovaného partnerství byl zapsán do pořadníku v březnu 2017 a dítě bylo nabídnuto do péče v květnu téhož roku.
V České republice žije řada stejnopohlavních párů, které vychovávají děti a jsou jejich biologickými rodiči. Dosáhly toho pomocí umělého oplodnění realizovaného v jiných zemích (např. v USA), kde je funkční institut surogátního mateřství (tj. proces, kdy je embryo biologických rodičů vloženo do dělohy náhradní matky). Z praxe je znám případ homosexuálního páru, který vychovává dvojčata narozená z náhradní matky. V americkém rodném listu jsou zapsáni jako rodiče dva muži, a to tak, že v kolonce otec je zapsán jeden muž a kolonce matka je zapsán druhý muž. Homosexuální páry mají podle práva dané země nejen práva a povinnosti jako manželé, ale mají mj. i rodičovská práva k dětem. Česká republika odmítla dětem tohoto páru vystavit identický český rodný list.

#### Kvalifikační práce
- HRUBÁ-JANOČKOVÁ, Michaela. Základní principy úpravy osvojení v mezinárodních dokumentech a jejich odkaz v právním řádu ČR a SR. Brno: PrF MU, 2007. Dostupné online. S. 119.
- KOVAŘÍKOVÁ, Petra. Osvojení. Brno: PrF MU, 2006. Dostupné online. S. 170.
- ZICHOVÁ, Renata. Aktuální otázky osvojení. Brno: PrF MU, 2010. Dostupné online. S. 102.